# Chironius brazili
Chironius brazili – gatunek węża z rodziny połozowatych (Colubridae). Występuje endemicznie w Brazylii, prowadzi dzienny, częściowo nadrzewny tryb życia.

## Systematyka
Takson ten po raz pierwszy zgodnie z zasadami nazewnictwa binominalnego opisali brazylijscy herpetolodzy Breno Hamdan i Daniel Fernandes da Silva w 2015 roku na łamach „Zootaxa”, nadając mu nazwę Chironius brazili. Holotyp oznaczony jako „MNRJ 17480” to dorosły samiec zebrany przez A.C.A. Lopesa w październiku 2008 na terenie Reserva Particular do Patrimônio Natural Santuário Caraça, na wysokości 1262 m n.p.m. w gminie Catas Altas, stan Minas Gerais w Brazylii. Autorzy przebadali także osiem paratypów.

### Etymologia
- Chironius: w mitologii greckiej Chiron (gr. Χείρων Cheírōn, łac. Chiron), był najmądrzejszym i najbardziej cywilizowanym z centaurów[4].
- brazili: Vital Brazil Mineiro da Campanha (1865–1950), brazylijski naukowiec, odkrywca antytoksyny i założyciel dwóch instytucji badawczych Instituto Butantan w 1899 i Instituto Vital Brazil w 1919[2].

## Morfologia
Jest to małej wielkości wąż o małej głowie, której szerokość jest podobna do szerokości szyi, dużych oczach o ciemnych tęczówkach i czarnych źrenicach. Dorosłe osobniki mają barwę czarną lub ciemnoszarą z charakterystycznym żółtym lub kremowobiałym pasem grzbietowym rozciągającym się od karku prawie do końca ogona. Tylna część głowy oraz jej boki mają kolor od jasnobrązowego do brązowego. Dolne części ciała kremowe z pomarańczowymi obrzeżami tarczek, jaśniejsze w przedniej części ciała. Węże tego gatunku mogą być mylone z gatunkami Chironius flavolineatus lub Chironius diamantina.
Wymiary:
|                          | Samiec                                             | Samica     |
| Długość całkowita (mm)   | 410–1455                                           | 408–1434   |
| Długość SVL (mm)         | 256–995                                            | 256–895    |
| Łuski grzbietowe (rzędy) | 12/12/10 (n = 75; 97,5%) lub 12/12/8 (n = 2; 2,5%) | jak samiec |
| tarczki brzuszne         | 149–167                                            | 152–168    |
| tarczki podogonowe       | 136–156                                            | 133–154    |

## Występowanie
Występuje w Brazylii (w stanach Goias, Minas Gerais, Dystrykt Federalny, São Paulo i Rio Grande do Sul). Jest spotykany w przedziale wysokości 70–1360 m n.p.m. (zwykle 700–900 m n.p.m.).

## Ekologia i zachowanie
Gatunek ten zamieszkuje formacje roślinne caatinga, tropikalne wilgotne lasy nizinne i lasy sawannowe w południowej strefie międzyzwrotnikowej. Prowadzi dzienny, mieszany tryb życia naziemny i nadrzewny.

## Status
W Czerwonej księdze gatunków zagrożonych IUCN Chironius brazili nie jest wymieniany.